# Ein Hund rettet den Sommer
Ein Hund rettet den Sommer (alternativ: Der Hund der den Sommer rettete; Originaltitel: The Dog Who Saved Summer) ist ein US-amerikanischer Familienfilm aus dem Jahr 2015.

## Handlung
Zeus, der Hund der Familie Bannister, ruiniert eine von Belinda Bannister organisierte Feier und bringt dadurch ihren Veranstaltungsservice in eine wirtschaftliche Schieflage. Die Familie entscheidet daraufhin, Zeus in einer Hundeschule im örtlichen Einkaufszentrum anzumelden. George Bannister schreibt Zeus und sich in einen Kurs bei Hundetrainer Vernon und dessen Hund Apollo ein. Belinda gelingt es unterdessen, die Organisation des Sommerfests der Hundeschule zu übernehmen, in dessen Rahmen auch die große Abschlussprüfung der Kursteilnehmer stattfinden soll.
Zur gleichen Zeit erfahren die drei Kleinkriminellen Ted, Fred und Chewey von einem riesigen Diamanten, der bei einem Juwelier im selben Einkaufszentrum aufbewahrt wird. Ein Auftraggeber verspricht ihnen jeweils drei Millionen Dollar, wenn sie ihm den Diamanten besorgen, und so beschließen sie einen Einbruch in den Tresorraum des Juweliers.
Zeus und George haben unterdessen Probleme in der Hundeschule, vor allem da es Zeus nicht gelingt, die geforderten Aufgaben zu absolvieren. Daraufhin wird er von den anderen Hunden, allen voran Apollo, als Außenseiter behandelt. Zeus trifft schließlich auf Mr. Lee, den Hausmeister des Einkaufszentrums. Dieser verspricht, ihn bis zur Abschlussprüfung zu trainieren. Mit zunächst unkonventionell wirkenden Methoden gelingt es Mr. Lee, Zeus die geforderten Übungen beizubringen.
Am Tag des Sommerfests und damit auch der Abschlussprüfung der Hundeschule brechen Ted, Fred und Chewey in den Tresorraum des Juweliers ein. Sie werden dabei von Mr. Lee erwischt, der daraufhin gefesselt in einen Kellerraum gesperrt wird. Zeus, der eigentlich gerade die letzte Übung der Prüfung gegen Apollo bestreiten soll, bemerkt das Fehlen von Mr. Lee. Gemeinsam mit Apollo gelingt es ihm, den Hausmeister zu befreien und die Gangster auf frischer Tat zu ertappen. Die Diebe werden schließlich von der Polizei abgeführt und Zeus belegt den ersten Platz bei der Abschlussprüfung.

## Hintergrund
Ein Hund rettet den Sommer ist der sechste Teil der Ein Hund rettet…-Filmreihe. Zuvor erschienen die Filme Ein Hund rettet Weihnachten (2009), Ein Hund rettet die Weihnachtsferien (2010), Ein Hund rettet Halloween (2011), Ein Hund rettet den Weihnachtsurlaub (2012) und Ein Hund rettet Ostern (2014).
Dean Cain, der vor allem für seine Rolle des Clark Kent in der Fernsehserie Superman – Die Abenteuer von Lois & Clark international bekannt wurde, spielt wie in allen fünf Vorgängerfilmen die Rolle des Gangsters Ted. Ebenfalls zum sechsten Mal in der Filmreihe sind Elisa Donovan (Belinda Bannister, bekannt aus Clueless – Was sonst!), Mindy Sterling (Annie, bekannt aus der Austin-Powers-Filmreihe) und Joey Diaz (Stewey) zu sehen. Gary Valentine, der durch die Sitcom King of Queens bekannt wurde, hat zum fünften Mal die Rolle des George Bannister inne, da diese im Teil Ein Hund rettet Ostern nicht vorkam. Zeus wird im englischsprachigen Original zum zweiten Mal von Mario Lopez synchronisiert.

## Rezeption
Die Redaktion der Filmzeitschrift Cinema bezeichnet Ein Hund rettet den Sommer als „Familienklamauk ohne Pfiff“. Auf der Website Rotten Tomatoes erreicht der Film eine Bewertung von 43 %, basierend auf neun Bewertungen.